# Mine de diamants Diavik
La mine de diamants Diavik (en anglais : Diavik Diamond Mine) est une mine de diamants des Territoires du Nord-Ouest, au Canada.

## Histoire
La production démarra en janvier 2003 avec le puits à ciel ouvert A154, exploitant les cheminées de Kimberlite Nord et Sud. En 2007 commence l'exploitation du puits A418 centré sur une nouvelle cheminée plus au Sud. Ces cheminées étant initialement situées sous le Lac de Gras, il a d'abord fallu construire des digues et assécher la zone avant de démarrer l'exploitation.
En 2010, la mine commence sa transition souterraine. Le dernier mètre cube de Kimberlite est extrait du puits à ciel ouvert A418 le 14 septembre 2012. La mine est maintenant entièrement exploitée en souterrain depuis trois descenderies. Les méthodes actuellement utilisées sont : retraite par sous-niveaux (Sub-Level Retreat) et tailles/gradins à longs trous (Long Hole Stoping).
La mine de diamants Diavik est reliée par la Route de glace empruntée par des camions pendant l'hiver ou par l'aéroport de Diavik, qui dispose d'une piste en gravier de 1 596 m, régulièrement utilisée par des Boeing 737. La mine appartient conjointement à Diavik Diamond Mines Inc., une filiale du groupe Rio Tinto, (60 %) et Harry Winston Diamond Mines Ltd. (40 %). La durée d'exploitation de la mine est estimée entre 16 et 22 ans. La mine exploite trois gisements diamantifères, ou cheminées de kimberlite, situées sur une île, East Island, de 20 km2, dans le lac de Gras. Elle est située à environ 220 km au sud du cercle Arctique.
En 2006, la route de glace reliant Yellowknife à la mine Diavik a gelé tardivement et dégelé très tôt, si bien que les camions ont été dans l'impossibilité de transporter jusqu'à la mine les approvisionnements nécessaires pour le reste de l'année 2006. La mine a dû être approvisionnée par voie aérienne à un prix très élevé. En 2009, la route de glace fut ouverte du 1er février au 25 mars. Durant cette période, les camions ont transporté sur la glace 173 195 tonnes de marchandises (carburant, ciment, explosifs, équipements, etc.) en 5 377 rotations.
Le 5 juillet 2007, un consortium de sept sociétés minières, dont Rio Tinto, a annoncé le lancement des études d'impact environnemental pour la construction d'un port en eau profonde à Bathurst Inlet (Nunavut). Le projet comprend la construction d'une route de 211 km reliant le port aux mines. Le port serait accessible à des bateaux jusqu'à 25 000 tonnes.
La mine de Diavik apparaît dans Ice Road Truckers, une série télévisée sur The History Channel, en français : Convoi de l'extrême.

### Filmographie
- Jean Queyrat, Mathieu Bernard, Les Diamants du Pôle, documentaire, 52 minutes, 2012